# Шадринский электродный завод
Завод сварочных материалов «ГУДЭЛ» (ООО ЗСМ «ГУДЭЛ») — предприятие по производству сварочных электродов. Завод расположен в городе Шадринск (Курганская область).

## История
Изначально электродное производство в Шадринске было организовано на «Шадринском металлопрокатном заводе» 12 декабря 1958 года. Первая продукция предприятия была применена при строительстве телевизионной вышке в городе Шадринск. Подвозка компонентов и доставка готовой продукции до железнодорожной линии производилась частично на лошади или мотороллере. В начале выпускались электроды марки УП-1. В 1960 году объем производства предприятия вырос до 4000 тонн продукции в год. Первая поточная линия была налажена в 1965 году, выпуск достиг 6000 тонн продукции в год. В 1980 году были построены крытые складские помещения для хранения компонентов и проволоки, была подведена железнодорожная ветка. Только в 1994 году электродный цех, входивший тогда в состав «Шадринского завода по ремонту тепловозов» (с 1975 по 1980 «Шадринского завода по ремонту металлургического оборудования»), получил статус самостоятельного государственного предприятия. В 1995 году предприятие акционировалось и стало ОАО. В том же году зарегистрирован товарный знак АООТ «Электрод» (Свидетельство № 143200). В 1999 году предприятие переименовано в «Шадринский электродный завод», была зарегистрирована торговая марка «ШЭЗ». В настоящий момент предприятие выпускает более 100 наименований электродов.
С 2014  года на предприятии запущена новая линейка электродов GOODEL.
В 2018 году начато производство высококачественных сварочных электродов GOODEL-52U, предназначенных для сварки корневого слоя шва трубопроводов и ответственных конструкций из углеродистых и низколегированных конструкционных сталей. Усовершенствованы технологии производства и рецептура для электродов GOODEL ОК-46 (НАКС, РРР) и УОНИ-13/55 (НАКС, РРР, КСМ).
С 22 января 2020 года общество с ограниченной ответственностью «Шадринский электродный завод» переименовано в общество с ограниченной ответственностью Завод Сварочных Материалов «ГУДЭЛ». Сокращенное наименование ООО ЗСМ «ГУДЭЛ».

## Продукция
- Электрод для сварки углеродистых и низколегированных сталей;
- Электрод для резки листа, проката, арматуры;
- Электрод для сварки высоколегированных сталей;
- Электрод для сварки и наплавки чугуна;
- Электрод для сварки теплоустойчивых сталей;
- Электрод для электродуговой наплавки;
- Электрод для сварки и наплавки меди технических марок по ГОСТ 859-78.